# Eichsfelder Bekleidungswerke Heiligenstadt
Die Eichsfelder Bekleidungswerke Heiligenstadt waren ein Unternehmen in Heilbad Heiligenstadt im Landkreis Eichsfeld in Thüringen.

## Geschichte
Die Herstellung von Textilien in Heiligenstadt begann 1945 mit einer kleinen Wäschefabrik. Mit der Umstellung der Produktionsbedingungen in der DDR wurden der Betrieb zum VEB Eichsfelder Bekleidungswerke Heiligenstadt innerhalb des Kombinats Oberbekleidung Erfurt. 1988 waren über 1400 Mitarbeiter im Werk Heiligenstadt und seinen Betriebsteilen beschäftigt. Mit der Wiedervereinigung Deutschlands wurde der Betrieb privatisiert und die Produktion stark eingeschränkt und zahlreiche Betriebsteile geschlossen. Einige kleinere Nachfolgeunternehmen fertigten danach weiterhin Textilien an.

## Betriebsstandorte und Produktpalette
Zum Bekleidungswerk Heiligenstadt gehörten Produktionsstandorte in folgenden Orten des Obereichsfeldes und darüber hinaus:  Steinbach, Wingerode, Ershausen, Geisleden, Ellrich, Nordhausen. Hergestellt wurden unter anderem Bettwäsche, Oberbekleidung, Sporthemden, FDJ-Hemden, Pionierblusen und Diensthemden unter dem Markennamen Eichsfeld Konfektion.

## Sonstiges
Von 1955 bis 1990 erschien mit „Der Leitfaden“ eine Betriebszeitung  der Betriebsparteiorganisation der SED für die Mitarbeiter des Bekleidungswerke.